# Ernst Waldau
Ernst Waldau (* 4. April 1904 in Hildesheim; † 20. April 1982 in Bremen) war ein deutscher Theaterleiter und Schauspieler. Das Niederdeutsche Theater Bremen in Walle wurde nach ihm zum Waldau-Theater umbenannt.

## Biografie

### Familie Ausbildung und Beruf
Waldau lebte in seine Jugend in Hildesheim, bis er mit seinen Eltern 1919 nach Bremen zog. Von 1919 bis 1922 erlernte er bei der AG Weser den Beruf eines Schlossers. Er war später im Konstruktionsbüro der Werft tätig. Zugleich absolvierte er die Handelsschule Bremen. Nach einer praktischen Arbeit auf dem Bau studierte er das Baugewerbe an den Technischen Staatslehranstalten Bremen und wurde 1931 Bauingenieur. Als Bau- bzw. Oberbauleiter war er danach bei der Weser-Flugzeugbau tätig. Nach 1945 arbeitete er für die Oberpostdirektion in Bremen im Wohnungsbau.

### Das Theaterengagement
Schon früh entfaltete er ein großes Engagement für das Theater. In den 1920er Jahren organisierte er Märchenaufführungen beim Turn- und Sportverein in Gröpelingen. Am 28. Februar 1928 gründete er mit sechs anderen einen Theaterverein. Die Bremer Volksspielkunst-Gemeinschaft spielte im Kaffeehaus Gröpelingen, ab 1931 im Café zur Post in Walle und danach im Café Lehmkuhl. Sie wurde zur Waller Speeldeel und 1939 zur Niederdeutschen Bühne Bremen, die nun komplett in niederdeutscher Sprache spielte.
1946 erhielt das Theater eine Spiellizenz und spielte in Schulen, Turnhallen und im Decla-Kinotheater. 1947 konnte das nun Niederdeutsche Theater eine eigene Spielstätte mit 550 Zuschauern einweihen. Nachdem 1946/47 Walter Ernst (1923–2012) vorübergehend Spielleiter war, übernahm Waldau ab 1947 wieder die Theaterleitung. 1947/48 wurden 973 Vorstellungen vor über 400.000 Zuschauern gegeben. Das Waldau-Theater – wie es nun oft genannt wurde, offiziell erst 1984 – wuchs ständig, durch Sonder- und Spätvorstellungen, durch ein Kindertheater und durch Einbeziehung des Fernsehens. Um 1953, 1966 und 1972/73 waren Um- und Erweiterungsbauten erforderlich.
Waldau wirkte auch als Schauspieler auf der Bühne mit sowie bei Hörspielen von Radio Bremen und wurde so zum Publikumsliebling. 1959 gründete er eine Theaterschule. Bis 1979 leitete er das Theater. Sein Nachfolger war für sieben Jahre wieder Walter Ernst.

### Ehrungen
- Waldau wurde 1968 das Bundesverdienstkreuz 1. Klasse verliehen.
- Das Theater wurde 1984 in Ernst-Waldau-Theater umbenannt.
- Die Ernst-Waldau-Straße in Bremen - Gröpelingen wurde 1996 nach ihm benannt.